# Kiran Gurung
Pour les articles homonymes, voir Gurung.
Kiran Gurung, né dans le district de Tanahu et âgé d'environ 47 ans (en 2008), est un homme politique népalais, membre du Parti communiste du Népal (marxiste-léniniste unifié) (ou PCN-MLU).
Le 10 avril 2008, lors de l'élection de l'Assemblée constituante, il est élu député dans la 3e circonscription du district de Tanahu.
Le 22 août 2008, dans le cadre du programme minimal commun (en anglais : Common Minimum Programme ou CMP) de gouvernement entre les maoïstes, les marxistes-léninistes et le Forum, il est désigné par son parti pour occuper les fonctions de ministre de la Forêt dans le gouvernement dirigé par Pushpa Kamal Dahal (alias « Prachanda »), lors de la première série de nominations, mais pour des problèmes de protocole, les 6 ministres issus du PCN-ML refusent de prêter serment tant que la seconde place ne sera pas accordée, au sein du cabinet, à leur chef de file, Bam Dev Gautam.
Après des discussions entre Jhala Nath Khanal, secrétaire général du PCN-MLU et Pushpa Kamal Dahal, Premier ministre et président du PCN-M, les six ministres issus du PCN-MLU devaient entrer en fonction le 29 août 2008, mais leur prise de fonction intervient en fait le 31 août, le Premier ministre en profitant pour investir 6 autres ministres maoïstes et 3 ministres issus de petites formations, lorsqu'ils reçoivent leurs pouvoirs du Premier ministre, en présence du président de la République, Ram Baran Yadav. À cette occasion, pour satisfaire les exigences du PCN-MLU, Bam Dev Gautam est également titré vice-Premier ministre et placé au second rang protocolaire dans la hiérarchie gouvernementale.